# ニューロモルフィック・エンジニアリング
ニューロモルフィック・エンジニアリング（英: neuromorphic engineering、神経模倣工学）またはニューロモルフィック・コンピューティング（英: neuromorphic computing）とは、1980年代後半にカーバー・ミードが提唱した概念で、神経系に存在する神経生物学的なアーキテクチャを模倣する電子アナログ回路を搭載した超大規模集積（VLSI）システムの使用を意味している。近年、ニューロモルフィックという言葉は、神経系のモデル（知覚、運動制御、多感覚統合など）を実装したアナログ、デジタル、アナログ/デジタル混載VLSI、およびソフトウェアシステムを指す言葉として使われている。ニューロモルフィック・コンピューティングのハードウェアレベルでの実装は、酸化物系メモリスタ、スピントロニクスメモリ、しきい値スイッチ、およびトランジスタなどによって実現できる。
ニューロモルフィック・エンジニアリングの重要な側面は、個々のニューロン、回路、アプリケーション、および全体的なアーキテクチャの形態がどのように望ましい計算を生み出し、情報の表現方法に影響を及ぼし、損傷に対する堅牢性に影響を与え、学習と発達を組み込み、局所的な変化（可塑性）に適応し、進化的な変化を促進するかを理解することである。
ニューロモルフィック・エンジニアリングは、生物学、物理学、数学、コンピュータサイエンス、電子工学から着想を得て、視覚システム、ヘッドアイシステム、聴覚プロセッサ、自律型ロボットなどの人工的な神経系を設計する学際的なテーマであり、その物理的なアーキテクチャや設計原理は、生物の神経系の原理に基づいている。

## 事例
2006年には、ジョージア工科大学の研究者が、フィールドプログラマブルニューラルアレイを発表した。このチップは、脳内の神経細胞のチャネル・イオン特性をモデル化するために、MOSFETゲート上の電荷をプログラムできるようにした、ますます複雑になるフローティングゲート・トランジスタのアレイの最初のものであり、シリコンでプログラム可能な神経細胞アレイの最初の事例の1つであった。
2011年11月、MITの研究者グループは、400個のトランジスタと標準的なCMOS製造技術を使用して、2つのニューロン間のシナプスにおけるアナログのイオンベースの通信を模倣するコンピュータチップを作成した。
2012年6月、パデュー大学のスピントロニクス研究者は、横型スピンバルブとメモリスタを使用したニューロ・モルフィック・チップの設計に関する論文を発表した。彼らは、このアーキテクチャがニューロンと同様に機能するため、脳の処理を再現する方法の検証に利用できると主張している。さらに、これらのチップは従来のチップに比べて大幅にエネルギー効率が向上している。
HP研究所で行われたモット・メモリスタ（Mott memristor）の研究では、モット・メモリスタは不揮発性であるが、相転移温度を大幅に下回る温度では揮発性の挙動を示すことが明らかになり、ニューロンの挙動を模倣した生物学的な着想によるデバイスであるニューリスタの製造に利用できることが示された。2013年9月には、彼らは、これらのニューリスタのスパイク動作を利用して、チューリングマシンに必要なコンポーネントを形成する方法を示すモデルとシミュレーションを発表した。
スタンフォード大学のBrains in Siliconが開発したNeurogridは、ニューロモルフィック・エンジニアリングの原理を使用して設計されたハードウェアの例である。回路基板は、NeuroCoresと呼ばれる16個のカスタム設計されたチップで構成されている。NeuroCoreの各アナログ回路は、65,536ニューロンの神経素子をエミュレートするように設計されており、エネルギー効率を最大化する。エミュレートされたニューロンは、スパイクスループットを最大化するように設計されたデジタル回路を使用して接続される。
ニューロモルフィック・エンジニアリングに影響を与える研究プロジェクトとして、生物学的データを使用して完全な人間の脳をスーパーコンピュータでシミュレートしようとするヒューマン・ブレイン・プロジェクトがある。これは、神経科学、医学、コンピューティングの研究者グループで構成されている。このプロジェクトの共同ディレクターであるヘンリー・マークラム（Henry Markram）は、このプロジェクトは、脳とその病気を探求し理解するための基盤を確立し、その知識を使って新しいコンピューティング技術を構築することを提案していると述べている。このプロジェクトの3つの主要な目標は、脳の各部分がどのように適合して連携するのかをよりよく理解し、脳の病気を客観的に診断および治療する方法を理解し、そして人間の脳の理解をニューロモルフィック・コンピューターの開発に役立てることである。人間の脳を完全にシミュレートするには、現在の1,000倍の性能を持つスーパーコンピューターが必要になると言われており、ニューロモルフィック・コンピュータは注目を集めている。このプロジェクトには、欧州委員会（EC）から13億ドルが割り当てられた。
ニューロモルフィック・エンジニアリングに影響を与える他の研究として、ブレイン・イニシアチブやIBMのTrueNorthがある。また、ナノクリスタル、ナノワイヤー、導電性ポリマーを使用したニューロモルフィック・デバイスも実証されている。
インテルは、2017年10月にLoihiと呼ばれるニューロモルフィック研究チップを発表した。このチップでは、非同期スパイキングニューラルネットワーク（SNN）を使用して、適応型の自己書換えイベント駆動型の細粒度並列計算を実装し、学習や推論を高効率で行うことができる。
ベルギーに本拠を置くナノエレクトロニクス研究センターであるIMECは、世界初の自己学習型ニューロモルフィック・チップを実証した。OxRAMテクノロジーに基づく脳に着想を得たチップは、自己学習能力を備え、作曲能力があることが実証されている。IMECは、この試作品で作曲された3秒の曲を公開した。このチップには、同じ拍子とスタイルの曲が順番にロードされた。曲はベルギーやフランスのフルートの古いメヌエットで、チップはそこから演奏のルールを学び、それを適用した。

## 倫理的配慮
ニューロモルフィック・エンジニアリングの学際的な概念は比較的新しいものであるが、ニューロモルフィック・システムには、人間的機械や人工知能一般に適用されるものと同じ倫理的配慮の多くが適用される。しかし、ニューロモルフィック・システムが人間の脳を模倣して設計されているという事実は、それらの利用法を取りまく独特の倫理的問題を引き起こす。
しかし、実際の議論は、ニューロモルフィック・ハードウェアや人工ニューラルネットワークが脳の動作や情報処理の方法を非常に単純化したモデルであり、サイズや機能的技術の点ではるかに低い複雑さで、接続性の点でははるかに規則的な構造を持つことにある。ニューロモルフィック・チップを脳と比較することは、翼と尾があるという理由だけで飛行機と鳥を比較するのと同様の、非常に大ざっぱな比較である。事実、神経認知系は、現在の最先端の人工知能よりも何桁もエネルギー効率や計算効率が高く、多くのエンジニアリングデザインが生物模倣の特徴を持つように、ニューロモルフィック・エンジニアリングは、脳のメカニズムから着想を得て、このギャップを縮めようとする試みである。

### 民主的な懸念
世間一般の認識により、ニューロモルフィック・エンジニアリングに、大きな倫理的制限が課せられる可能性がある。特別ユーロバロメーター382： 欧州委員会が実施した調査「ロボットに対する一般市民の姿勢」では、欧州連合（EU）の市民の60％が、子どもや高齢者、障害者の世話をするロボットの禁止を望んでいることがわかった。さらに、教育分野でのロボット禁止に賛成する人が34％、医療分野で27％、レジャー分野で20％であった。欧州委員会は、これらの分野を特に 「人間的」（human）であると分類している。この報告書では、人間の機能を模倣または再現できるロボットに対する社会的な関心の高まりを言及している。ニューロモルフィック・エンジニアリングは定義上、人間の機能、つまり人間の脳の機能を再現するように設計されている。
ニューロモルフィック・エンジニアリングを取りまく民主的な懸念は、将来さらに深まっていく可能性がある。欧州委員会の調査によると、15歳から24歳までのEU市民は、55歳以上のEU市民よりもロボットを（楽器のようなものではなく）人間的と考える傾向があることが分かった。人間的と定義されたロボットのイメージを提示したとき、15〜24歳のEU市民の75％は、ロボットについての考えと一致すると答えたが、55歳以上のEU市民では57％しか一致しなかった。ニューロモルフィック・システムは人間的な性質を持っているため、EU市民の多くが将来的に禁止されることを望んでいるロボットのカテゴリーにそれらを位置付ける可能性がある。

### 人格性
ニューロモルフィック・システムの進化に伴い、これらのシステムに人格（英: personhood (英語版) ）権を認めるべきだと主張する学者もいる。脳が人間に人格を与えるものであるならば、ニューロモルフィック・システムはどの程度まで人間の脳を模倣しなければ人格権が認められないのか？脳を利用したコンピューティングの進歩を目指すヒューマン・ブレイン・プロジェクトの技術開発の批評家は、ニューロモルフィック・コンピューティングの進歩が機械の意識や人格性につながる可能性があると主張している。批評家は、もしこれらのシステムが人間として扱われるのであれば、人間がニューロモルフィック・システムを使って行う多くの作業は（ニューロモルフィック・システムの中止行為を含め）ニューロモルフィック・システムの自律性を侵害するとして、道徳的に許されないのではないかと主張している。

## 両用（軍事用途）
米軍の一部門であるJoint Artificial Intelligence Centerは、戦闘用の人工知能ソフトウェアやニューロモルフィック・ハードウェアの調達と導入を専門とするセンターである。具体的な用途としてスマートヘッドセットやゴーグル、ロボットが挙げられる。JAICは、ニューロモルフィック技術を多用して、「すべての戦闘機、すべての射撃手」をニューロモルフィック対応部隊のネットワーク内でつなぐことを考えている。

## 法的考慮事項
懐疑派は、電子的人間的、つまりニューロモルフィック技術に適用される人間性の概念を法的に適用する方法はないと主張している。「スマートロボット」を合法的な人物として認めるという欧州委員会の提案に反対する法律学、ロボット工学、医学、倫理学の専門家285名が署名した書簡で、著者は次のように述べている。「ロボットの法的地位は、自然人モデルに由来するものではない。なぜなら、ロボットは、尊厳の権利、完全性の権利、報酬の権利、市民権の権利などの人権を保有することになり、人権と直接対決することになる。これは、欧州連合基本権憲章および人権と基本的自由の保護のための条約に反するものである。」

### 所有権と財産権
財産権と人工知能をめぐっては、重要な法的議論がある。Acohs Pty Ltd v. Ucorp Pty Ltdにおいて、オーストラリア連邦裁判所のクリストファー・ジェサップ判事は、製品安全データシートのソースコードは、人間が作成したものではなく、ソフトウェア・インターフェイスによって生成されたものであるため、著作権を主張することはできないとした。同じ問題がニューロモルフィック・システムにも当てはまる可能性がある。ニューロモルフィック・システムが人間の脳をうまく模倣し、オリジナルの作品を生み出した場合、誰がその作品の所有権を主張できるのだろうか？

## ニューロメモリスタ・システム
ニューロメモリスタ・システム（neuromemristive systems）は、神経可塑性を実現するためにメモリスタの使用に焦点を当てた、ニューロモルフィック・コンピューティングシステムのサブクラスである。ニューロモルフィック・エンジニアリングが生物学的行動の模倣に焦点を合わせているのに対し、ニューロメモリスタ・システムは抽象化に焦点を合わせている。たとえば、ニューロメモリスタ・システムは、大脳皮質微小回路の動作の詳細を、抽象的なニューラルネットワークモデルに置き換えることができる。
ニューロンにヒントを得た、しきい値論理関数のメモリスタによる実装がいくつか存在し、高レベルのパターン認識アプリケーションに応用されている。最近報告された応用例では、音声認識、顔認識、物体認識などがある。また、従来のデジタル論理ゲートを置き換える用途もある。
理想的な受動メモリスタ回路では、回路の内部メモリに関する正確な方程式（Caravelli-Traversa-Di Ventra方程式）がある。
{\displaystyle {\frac {d}{dt}}{\vec {W}}=\alpha {\vec {W}}-{\frac {1}{\beta }}(I+\xi \Omega W)^{-1}\Omega {\vec {S}}}
物理的メモリスタネットワークの特性と外部ソースの関数として表すことができる。上の式で、{\displaystyle \alpha }は「忘却」時のスケール定数、{\displaystyle \xi =r-1}と{\displaystyle r={\frac {R_{\text{off}}}{R_{\text{on}}}}}は、メモリスタの限界抵抗のオフ値とオン値の比、{\displaystyle {\vec {S}}}は回路のソースのベクトル、{\displaystyle \Omega }は回路の基本ループの投影線である。定数{\displaystyle \beta }は、電圧の次元を持ち、メモリスタの特性に関連している。その物理的な起源は、導体内の電荷移動度である。対角行列とベクトル{\displaystyle W=\operatorname {diag} ({\vec {W}})}と{\displaystyle {\vec {W}}}はそれぞれメモリスタの内部値であり、0から1の間の値を持つ。したがって、この式では、信頼性を高めるためにメモリ値に追加の制約を加える必要がある。